# Bertha Pappenheim
Bertha Pappenheim (27. února 1859 Vídeň - 28. května 1936 Neu-Isenburg) byla rakouská aktivistka za práva žen, sociální pracovnice a spisovatelka. Je také známa z díla Sigmunda Freuda jako pacientka Anna O. Ve skutečnosti se ale s Freudem nikdy nesetkala.

## Život

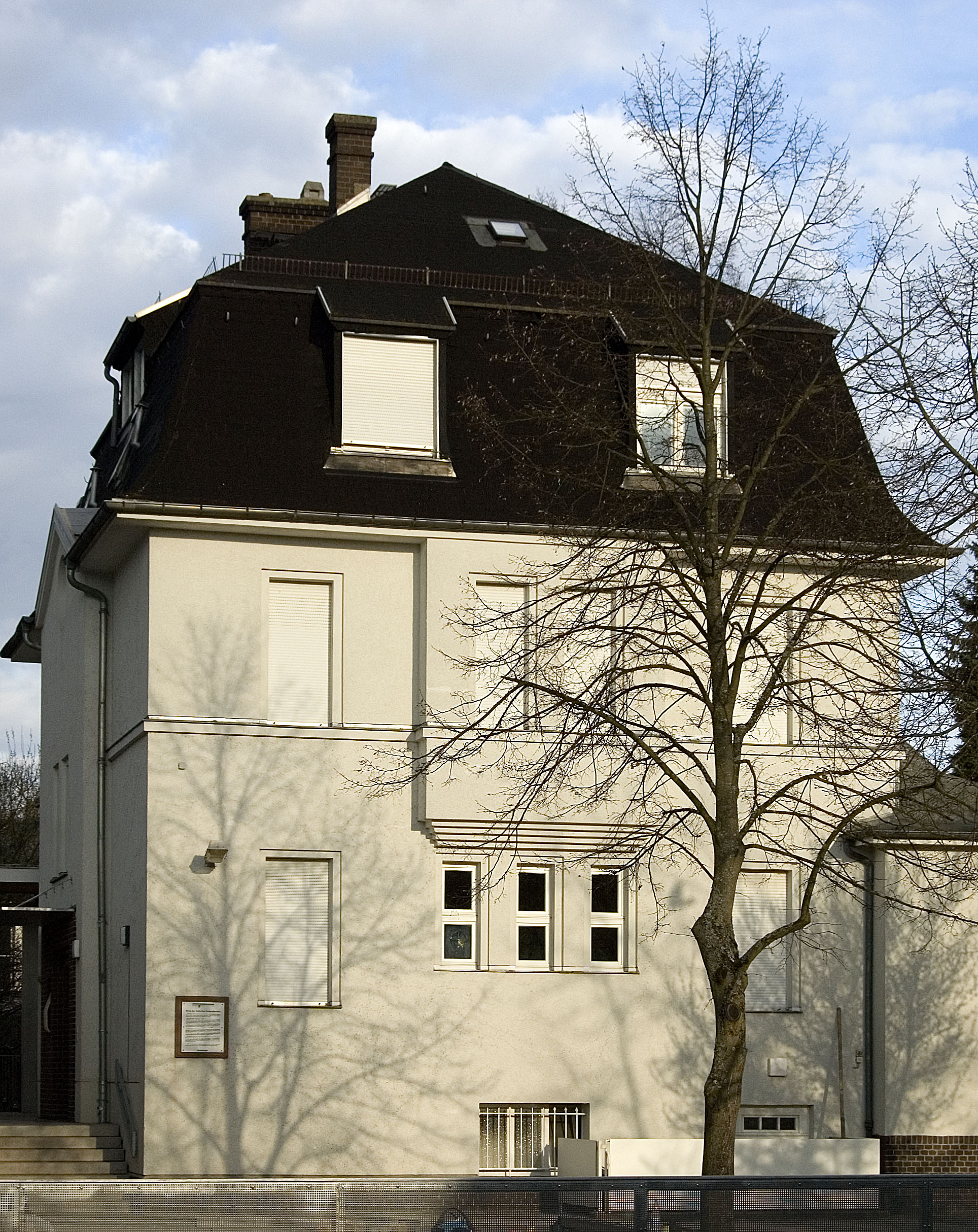
Dům Haus Neu-Isenburg založený v roce 1907.

Narodila se v bohaté ortodoxně-židovské vídeňské rodině obchodníka s obilím Siegmunda Pappenheima a jeho ženy Rechy, která pocházela z frankfurtské bankéřské rodiny Goldschmidtů. Dostalo se jí širokého vzdělání v katolické soukromé škole, byla velice talentovaná a ovládala několik jazyků včetně hebrejštiny. V ortodoxní rodině byl ale její život sešněrován striktními pravidly a musela se věnovat činnostem, které nenáviděla. Jeden z mála okamžiků, kdy pociťovala svobodu, byly projížďky na koni ve vídeňském Prátru. Ve svých dvaceti letech začala mít fyzické i psychické problémy. Pečovala o svého nevyléčitelně nemocného otce a když ten zemřel, její stav se značně zhoršil. V roce 1880 se dostala do péče lékaře-psychiatra Josefa Breuera, který u ní diagnostikoval hysterii a začal ji léčit hypnózou a terapií hovorem ("katartická metoda"). Bertha Pappenheim se léčila ještě v několika sanatoriích až do roku 1888.
Během pobytu u příbuzných v Karlsruhe v roce 1887 ji přítelkyně přesvědčila, ať se věnuje svému literárnímu talentu. Napsala knížku pro děti, následovaly básně, dramata a povídky. Věnovala se také překládání z jidiš a z angličtiny. Významný je její překlad díla Mary Wollstonecraft: Obrana práv žen (anglicky: A Vindication of the Rights of Woman, německy: Verteidigung für die Rechte der Frauen), který vyšel v roce 1899.
V roce 1889 se přestěhovala se svou matkou do Frankfurtu nad Mohanem. Zde se začala angažovat ve společenských záležitostech a v ženském hnutí. Bojovala především proti prostituci a "obchodu s bílým masem". Na toto téma napsala více než 130 esejů.
Angažovala se ve spolku Jüdischer Frauenverein (Židovský ženský spolek). Od roku 1897 vedla sirotčinec pro dívky. V roce 1904 založila Jüdischer Frauenbund (Svaz židovských žen). V roce 1907 založila v Neu-Isenburgu nedaleko Frankfurtu nad Mohanem domov pro ohrožené židovské dívky a svobodné matky. Ten vedla až do své smrti. Od roku 1914 do roku 1924 byla členkou představenstva Bund Deutscher Frauenvereine (Federace německých ženských svazů).
Po nástupu nacistů k moci se jí podařilo dopravit část svých chovanek do bezpečí v zahraničí. V roce 1936 ji vyslýchalo Gestapo. Krátce po tomto výslechu zemřela. Její dům byl zničen během listopadového pogromu v roce 1938.

## Pacientka Anna O.
V roce 1882 seznámil doktor Josef Breuer s případem Berthy Pappenheim svého mladšího kolegu Sigmunda Freuda. Spolu pak případ zveřejnili v roce 1895 v knize Studie o hysterii (Studien zur Hysterie) kde jméno pacientky bylo změněno na Anna O.